# Wahlkreis Bassano del Grappa (Camera dei deputati)
Der Wahlkreis Bassano del Grappa war von 1993 bis 2005 und ist seit 2017 wieder ein Wahlkreis (italienisch collegio elettorale) für die Wahl der Abgeordnetenkammer.

## Von 1993 bis 2005

### Wahlkreisgebiet
Der Wahlkreis umfasste 17 Gemeinden: Bassano del Grappa, Campolongo sul Brenta, Cartigliano, Cassola, Cismon del Grappa, Marostica, Mussolente, Nove, Pianezze, Pove del Grappa, Romano d’Ezzelino, Rosà, Rossano Veneto, San Nazario, Solagna, Tezze sul Brenta und Valstagna.

### Wahlergebnisse

#### Parlamentswahl 1994

##### Direktstimmen
| Kandidaten               | Kandidaten                | Parteien                                 | Stimmen | %    |
| ------------------------ | ------------------------- | ---------------------------------------- | ------- | ---- |
|                          | Antonio Magnaboscogewählt | Polo delle Libertà (FI – LN – CCD – UdC) | 51.174  | 54,4 |
|                          | Giovanni Zen              | Patto per l’Italia                       | 23.087  | 24,5 |
|                          | Stefano Squarcina         | Progressisti                             | 13.194  | 14,0 |
|                          | Pio Turchetti             | Alleanza Nazionale                       | 6.601   | 7,0  |
| Gesamt                   | Gesamt                    | Gesamt                                   | 94.056  | 100  |
|                          |                           |                                          |         |      |
| Ungültige Stimmen        | Ungültige Stimmen         | Ungültige Stimmen                        | 4.801   | 4,9  |
| Wähler                   | Wähler                    | Wähler                                   | 98.857  | 91,3 |
| Wahlberechtigte          | Wahlberechtigte           | Wahlberechtigte                          | 108.330 |      |
|                          |                           |                                          |         |      |
| Quelle: Innenministerium |                           |                                          |         |      |

##### Listenstimmen
| Parteien                             | Parteien                            | Parteien                            | Stimmen | %    |
| ------------------------------------ | ----------------------------------- | ----------------------------------- | ------- | ---- |
|                                      | Polo delle Libertà                  | Lega Nord                           | 24.973  | 26,4 |
| Forza Italia                         | Polo delle Libertà                  | 22.012                              | 23,2    |      |
| ↳ Gesamt                             | Polo delle Libertà                  | 46.985                              | 49,6    |      |
|                                      | Patto per l’Italia                  | Partito Popolare Italiano           | 16.169  | 17,1 |
| Patto Segni                          | Patto per l’Italia                  | 7.850                               | 8,3     |      |
| ↳ Gesamt                             | Patto per l’Italia                  | 24.019                              | 25,3    |      |
|                                      | Progressisti                        | Partito Democratico della Sinistra  | 5.871   | 6,2  |
| Federazione dei Verdi                | Progressisti                        | 3.164                               | 3,3     |      |
| Partito della Rifondazione Comunista | Progressisti                        | 2.197                               | 2,3     |      |
| Alleanza Democratica                 | Progressisti                        | 1.118                               | 1,2     |      |
| Partito Socialista Italiano          | Progressisti                        | 790                                 | 0,8     |      |
| ↳ Gesamt                             | Progressisti                        | 13.140                              | 13,9    |      |
|                                      | Alleanza Nazionale                  | Alleanza Nazionale                  | 6.056   | 6,4  |
|                                      | Lega Autonomia Veneta               | Lega Autonomia Veneta               | 3.917   | 4,1  |
|                                      | Iniziativa dei Popolari Democratici | Iniziativa dei Popolari Democratici | 367     | 0,4  |
|                                      | Partito della Legge Naturale        | Partito della Legge Naturale        | 280     | 0,3  |
| Gesamt                               | Gesamt                              | Gesamt                              | 94.764  | 100  |
|                                      |                                     |                                     |         |      |
| Ungültige Stimmen                    | Ungültige Stimmen                   | Ungültige Stimmen                   | 4.139   | 4,2  |
| Wähler                               | Wähler                              | Wähler                              | 98.903  | 91,3 |
| Wahlberechtigte                      | Wahlberechtigte                     | Wahlberechtigte                     | 108.330 |      |
|                                      |                                     |                                     |         |      |
| Quelle: Innenministerium             |                                     |                                     |         |      |

#### Parlamentswahl 1996

##### Direktstimmen
| Kandidaten               | Kandidaten                 | Parteien                        | Stimmen | %    |
| ------------------------ | -------------------------- | ------------------------------- | ------- | ---- |
|                          | Fiorenzo Dalla Rosagewählt | Lega Nord                       | 38.264  | 41,0 |
|                          | Claudio Maria Gerolimetto  | Polo per le Libertà             | 27.245  | 29,2 |
|                          | Giovanni Zen               | L’Ulivo – Lega Autonomia Veneta | 26.290  | 28,2 |
|                          | Paolo Andriollo            | Mani Pulite                     | 1.463   | 1,6  |
| Gesamt                   | Gesamt                     | Gesamt                          | 93.262  | 100  |
|                          |                            |                                 |         |      |
| Ungültige Stimmen        | Ungültige Stimmen          | Ungültige Stimmen               | 4.576   | 4,7  |
| Wähler                   | Wähler                     | Wähler                          | 97.838  | 88,7 |
| Wahlberechtigte          | Wahlberechtigte            | Wahlberechtigte                 | 110.281 |      |
|                          |                            |                                 |         |      |
| Quelle: Innenministerium |                            |                                 |         |      |

##### Listenstimmen
| Parteien                           | Parteien                             | Parteien                                          | Stimmen | %    |
| ---------------------------------- | ------------------------------------ | ------------------------------------------------- | ------- | ---- |
|                                    | Lega Nord                            | Lega Nord                                         | 33.121  | 35,4 |
|                                    | Polo per le Libertà                  | Forza Italia                                      | 14.081  | 15,0 |
| Alleanza Nazionale                 | Polo per le Libertà                  | 9.665                                             | 10,3    |      |
| CCD – CDU                          | Polo per le Libertà                  | 6.248                                             | 6,7     |      |
| ↳ Gesamt                           | Polo per le Libertà                  | 29.994                                            | 32,1    |      |
|                                    | L’Ulivo                              | Popolari per Prodi (PPI – SVP – PRI – UD – Prodi) | 9.203   | 9,8  |
| Partito Democratico della Sinistra | L’Ulivo                              | 5.650                                             | 6,0     |      |
| Rinnovamento Italiano              | L’Ulivo                              | 4.315                                             | 4,6     |      |
| Federazione dei Verdi              | L’Ulivo                              | 1.851                                             | 2,0     |      |
| ↳ Gesamt                           | L’Ulivo                              | 21.019                                            | 22,5    |      |
|                                    | Unione Nord Est                      | Unione Nord Est                                   | 4.673   | 5,0  |
|                                    | Partito della Rifondazione Comunista | Partito della Rifondazione Comunista              | 2.557   | 2,7  |
|                                    | Lista Pannella – Sgarbi              | Lista Pannella – Sgarbi                           | 1.355   | 1,4  |
|                                    | Mani Pulite                          | Mani Pulite                                       | 552     | 0,6  |
|                                    | Fiamma Tricolore                     | Fiamma Tricolore                                  | 295     | 0,3  |
| Gesamt                             | Gesamt                               | Gesamt                                            | 93.566  | 100  |
|                                    |                                      |                                                   |         |      |
| Ungültige Stimmen                  | Ungültige Stimmen                    | Ungültige Stimmen                                 | 4.222   | 4,3  |
| Wähler                             | Wähler                               | Wähler                                            | 97.788  | 88,7 |
| Wahlberechtigte                    | Wahlberechtigte                      | Wahlberechtigte                                   | 110.281 |      |
|                                    |                                      |                                                   |         |      |
| Quelle: Innenministerium           |                                      |                                                   |         |      |

#### Parlamentswahl 2001

##### Direktstimmen
| Kandidaten               | Kandidaten             | Parteien           | Stimmen | %    |
| ------------------------ | ---------------------- | ------------------ | ------- | ---- |
|                          | Giovanni Didonègewählt | Casa delle Libertà | 48.327  | 52,7 |
|                          | Franco Bordignon       | L’Ulivo            | 28.083  | 30,6 |
|                          | Gianni Cullere         | Liga Fronte Veneto | 6.750   | 7,4  |
|                          | Antonio Campana        | Lista Di Pietro    | 5.658   | 6,2  |
|                          | Luciano Ferraro        | Democrazia Europea | 2.889   | 3,2  |
| Gesamt                   | Gesamt                 | Gesamt             | 91.707  | 100  |
|                          |                        |                    |         |      |
| Ungültige Stimmen        | Ungültige Stimmen      | Ungültige Stimmen  | 5.498   | 5,7  |
| Wähler                   | Wähler                 | Wähler             | 97.205  | 85,6 |
| Wahlberechtigte          | Wahlberechtigte        | Wahlberechtigte    | 113.621 |      |
|                          |                        |                    |         |      |
| Quelle: Innenministerium |                        |                    |         |      |

##### Listenstimmen
| Parteien                       | Parteien                             | Parteien                               | Stimmen | %    |
| ------------------------------ | ------------------------------------ | -------------------------------------- | ------- | ---- |
|                                | Casa delle Libertà                   | Forza Italia                           | 33.870  | 37,0 |
| Lega Nord                      | Casa delle Libertà                   | 11.756                                 | 12,8    |      |
| Alleanza Nazionale             | Casa delle Libertà                   | 6.419                                  | 7,0     |      |
| CCD – CDU                      | Casa delle Libertà                   | 2.849                                  | 3,1     |      |
| Nuovo PSI                      | Casa delle Libertà                   | 344                                    | 0,4     |      |
| ↳ Gesamt                       | Casa delle Libertà                   | 55.238                                 | 60,3    |      |
|                                | L’Ulivo                              | La Margherita (Dem – PPI – RI – Udeur) | 14.076  | 15,4 |
| Democratici di Sinistra        | L’Ulivo                              | 5.007                                  | 5,5     |      |
| Il Girasole (FdV – SDI)        | L’Ulivo                              | 1.673                                  | 1,8     |      |
| Partito dei Comunisti Italiani | L’Ulivo                              | 648                                    | 0,7     |      |
| ↳ Gesamt                       | L’Ulivo                              | 21.404                                 | 23,4    |      |
|                                | Lista Di Pietro                      | Lista Di Pietro                        | 5.572   | 6,1  |
|                                | Liga Fronte Veneto                   | Liga Fronte Veneto                     | 3.112   | 3,4  |
|                                | Lista Emma Bonino                    | Lista Emma Bonino                      | 2.302   | 2,5  |
|                                | Partito della Rifondazione Comunista | Partito della Rifondazione Comunista   | 2.016   | 2,2  |
|                                | Democrazia Europea                   | Democrazia Europea                     | 1.640   | 1,8  |
|                                | Forza Nuova                          | Forza Nuova                            | 260     | 0,3  |
|                                | Abolizione Scorporo                  | Abolizione Scorporo                    | 73      | 0,1  |
| Gesamt                         | Gesamt                               | Gesamt                                 | 91.617  | 100  |
|                                |                                      |                                        |         |      |
| Ungültige Stimmen              | Ungültige Stimmen                    | Ungültige Stimmen                      | 5.590   | 5,8  |
| Wähler                         | Wähler                               | Wähler                                 | 97.207  | 85,6 |
| Wahlberechtigte                | Wahlberechtigte                      | Wahlberechtigte                        | 113.621 |      |
|                                |                                      |                                        |         |      |
| Quelle: Innenministerium       |                                      |                                        |         |      |

## Von 2017 bis 2020

### Wahlkreisgebiet
Der Wahlkreis umfasste Gemeinden: 

### Wahlergebnisse

#### Parlamentswahl 2018
| Kandidaten               | Kandidaten               | Stimmen | %    | Listen                              | Stimmen | %    |
| ------------------------ | ------------------------ | ------- | ---- | ----------------------------------- | ------- | ---- |
|                          | Germano Racchellagewählt | 95.572  | 52,4 | Lega                                | 68.390  | 37,5 |
| Forza Italia             | Germano Racchellagewählt | 95.572  | 52,4 | 17.608                              | 9,7     |      |
| Fratelli d’Italia        | Germano Racchellagewählt | 95.572  | 52,4 | 7.822                               | 4,3     |      |
| Noi con l’Italia – UDC   | Germano Racchellagewählt | 95.572  | 52,4 | 1.752                               | 1,0     |      |
|                          | Sabrina Fanton           | 41.676  | 22,8 | Movimento 5 Stelle                  | 41.676  | 22,8 |
|                          | Rosanna Filippin         | 33.575  | 18,4 | Partito Democratico                 | 27.713  | 15,2 |
| +Europa                  | Rosanna Filippin         | 33.575  | 18,4 | 4.692                               | 2,6     |      |
| Italia Europa Insieme    | Rosanna Filippin         | 33.575  | 18,4 | 619                                 | 0,3     |      |
| Civica Popolare          | Rosanna Filippin         | 33.575  | 18,4 | 551                                 | 0,3     |      |
|                          | Mauro Beraldin           | 3.898   | 2,1  | Liberi e Uguali                     | 3.898   | 2,1  |
|                          | Katiuscia Fabris         | 1.597   | 0,9  | CasaPound Italia                    | 1.597   | 0,9  |
|                          | Elena Fasoli             | 1.534   | 0,8  | Il Popolo della Famiglia            | 1.534   | 0,8  |
|                          | Ilenia Ghiotto           | 1.032   | 0,6  | Italia agli Italiani (FT – FN)      | 1.032   | 0,6  |
|                          | Renzo Pietribiasi        | 1.009   | 0,6  | Potere al Popolo!                   | 1.009   | 0,6  |
|                          | Cinzia Franchin          | 938     | 0,5  | Partito Valore Umano                | 938     | 0,5  |
|                          | Paolo Walter Bego        | 807     | 0,4  | Grande Nord                         | 807     | 0,4  |
|                          | Chiara Masin             | 603     | 0,3  | 10 Volte Meglio                     | 603     | 0,3  |
|                          | Laura Manfron            | 178     | 0,1  | Partito Repubblicano Italiano – ALA | 178     | 0,1  |
| Gesamt                   | Gesamt                   | 182.419 | 100  |                                     | 182.419 | 100  |
|                          |                          |         |      |                                     |         |      |
| Ungültige Stimmen        | Ungültige Stimmen        | 5.020   | 2,7  |                                     |         |      |
| Wähler                   | Wähler                   | 187.439 | 81,3 |                                     |         |      |
| Wahlberechtigte          | Wahlberechtigte          | 230.572 |      |                                     |         |      |
|                          |                          |         |      |                                     |         |      |
| Quelle: Innenministerium |                          |         |      |                                     |         |      |

## Seit 2020

### Wahlkreisgebiet
| Wahlkreise – Camera dei deputati – Venetien | Wahlkreise – Camera dei deputati – Venetien | Wahlkreise – Camera dei deputati – Venetien                                                             |
| Provinz                                     | Provinz                                     | Gemeinden nach Provinzen ⮞ Wahlkreis                                                                    |
| ------------------------------------------- | ------------------------------------------- | --- |
|                                             | Metropolitanstadt Venedig (44 Gemeinden)    | 17 ⮞ Wahlkreis Venedig 27 ⮞ Wahlkreis Chioggia                                                          |
|                                             | Provinz Belluno (61 Gemeinden)              | alle ⮞ Wahlkreis Belluno                                                                                |
|                                             | Provinz Padua (102 Gemeinden)               | 25 ⮞ Wahlkreis Padua 41 ⮞ Wahlkreis Selvazzano Dentro 36 ⮞ Wahlkreis Rovigo                             |
|                                             | Provinz Rovigo (50 Gemeinden)               | alle ⮞ Wahlkreis Rovigo                                                                                 |
|                                             | Provinz Treviso (94 Gemeinden)              | 36 ⮞ Wahlkreis Treviso 41 ⮞ Wahlkreis Castelfranco Veneto 16 ⮞ Wahlkreis Belluno 1 ⮞ Wahlkreis Chioggia |
|                                             | Provinz Verona (98 Gemeinden)               | 41 ⮞ Wahlkreis Verona 57 ⮞ Wahlkreis Villafranca di Verona                                              |
|                                             | Provinz Vicenza (114 Gemeinden)             | 51 ⮞ Wahlkreis Vicenza 63 ⮞ Wahlkreis Bassano del Grappa                                                |

Der Wahlkreis umfasst 63 Gemeinden der Provinz Vicenza.

### Wahlergebnisse

#### Parlamentswahl 2022
| Kandidaten                          | Kandidaten            | Stimmen | %    | Listen                                                  | Stimmen | %    |
| ----------------------------------- | --------------------- | ------- | ---- | ------------------------------------------------------- | ------- | ---- |
|                                     | Silvio Giovinegewählt | 134.174 | 57,4 | Fratelli d’Italia                                       | 76.563  | 32,8 |
| Lega per Salvini Premier            | Silvio Giovinegewählt | 134.174 | 57,4 | 38.842                                                  | 16,6    |      |
| Forza Italia                        | Silvio Giovinegewählt | 134.174 | 57,4 | 14.686                                                  | 6,3     |      |
| Noi Moderati                        | Silvio Giovinegewählt | 134.174 | 57,4 | 4.083                                                   | 1,7     |      |
|                                     | Giulia Andrian        | 51.426  | 22,0 | Partito Democratico – Italia Democratica e Progressista | 36.570  | 15,7 |
| Alleanza Verdi e Sinistra           | Giulia Andrian        | 51.426  | 22,0 | 7.394                                                   | 3,2     |      |
| +Europa                             | Giulia Andrian        | 51.426  | 22,0 | 6.825                                                   | 2,9     |      |
| Impegno Civico – Centro Democratico | Giulia Andrian        | 51.426  | 22,0 | 637                                                     | 0,3     |      |
|                                     | Marica Dalla Valle    | 19.785  | 8,5  | Azione – Italia Viva                                    | 19.785  | 8,5  |
|                                     | Gedorem Andreatta     | 11.110  | 4,8  | Movimento 5 Stelle                                      | 11.110  | 4,8  |
|                                     | Ilaria Brunelli       | 6.901   | 3,0  | Italexit per l’Italia                                   | 6.901   | 3,0  |
|                                     | Boris Ventura         | 5.498   | 2,4  | Vita                                                    | 5.498   | 2,4  |
|                                     | Silvia Giaretta       | 2.498   | 1,1  | Italia Sovrana e Popolare                               | 2.498   | 1,1  |
|                                     | Alberto Carraro       | 2.237   | 1,0  | Unione Popolare                                         | 2.237   | 1,0  |
| Gesamt                              | Gesamt                | 233.629 | 100  |                                                         | 233.629 | 100  |
|                                     |                       |         |      |                                                         |         |      |
| Ungültige Stimmen                   | Ungültige Stimmen     | 10.272  | 4,2  |                                                         |         |      |
| Wähler                              | Wähler                | 243.901 | 71,5 |                                                         |         |      |
| Wahlberechtigte                     | Wahlberechtigte       | 341.203 |      |                                                         |         |      |
|                                     |                       |         |      |                                                         |         |      |
| Quelle: Innenministerium            |                       |         |      |                                                         |         |      |